# National Board of Review Awards 1941
La 13ª edizione dei National Board of Review Awards si è tenuta il 20 dicembre 1941.

## Classifiche

### Migliori dieci film
- Com'era verde la mia valle (How Green Was My Valley), regia di John Ford
- L'inafferrabile signor Jordan (Here Comes Mr. Jordan), regia di Alexander Hall
- Tom, Dick e Harry (Tom, Dick, and Harry), regia di Garson Kanin
- E le stelle stanno a guardare (The Stars Look Down), regia di Carol Reed
- Avventura a Zanzibar (The Road to Zanzibar), regia di Victor Schertzinger
- Dumbo, regia di Ben Sharpsteen
- Lady Eva (The Lady Eve), regia di Preston Sturges
- Una pallottola per Roy (High Sierra), regia di Raoul Walsh
- Quarto potere (Citizen Kane), regia di Orson Welles
- Piccole volpi (The Little Foxes), regia di William Wyler

## Premi
- Miglior film: Quarto potere (Citizen Kane), regia di Orson Welles
- Miglior film straniero: Il bandito della Casbah (Pépé le Moko), regia di Julien Duvivier
- Miglior documentario:
  - Target for Tonight, regia di Harry Watt
  - The Forgotten Village, regia di Herbert Kline e Alexander Hammid
  - Kukan, regia di Rey Scott
  - La terra (The Land), regia di Robert J. Flaherty